# 컬럼비아 픽처스의 영화 목록 (2000-2009년)
다음은 2000년부터 2009년까지  컬럼비아 픽처스에서 제작, 배급한 영화를 기록한 것이다.
| 개봉 날짜  | 제목                                 | 비고 |
| ---------- | ------------------------------------ | --- |
| 2000.2.18  | 지금은 통화중                        | |
| 2000.3.3   | 너 어느 별에서 왔니?                 | |
| 2000.3.17  | 에린 브로코비치                      | 인터내셔널 배급, 공동 제작 유니버설 픽처스, Jersey Films and Double Features Films                                   |
| 2000.3.31  | 친구의 친구를 사랑했네               | 배급 담당, 제작 Phoenix Pictures                                                                                     |
| 2000.4.14  | 28일 동안                            | |
| 2000.5.5   | 꿈꾸는 아프리카                      | |
| 2000.5.12  | 열정의 무대                          | |
| 2000.6.2   | 자유로의 질주                        | 공동 제작 Moonlighting Films and Reperage                                                                            |
| 2000.6.28  | 패트리어트: 늪 속의 여우             | 공동 제작 The Mutual Film Company and Centropolis Entertainment                                                      |
| 2000.7.21  | 아메리칸 촌놈                        | |
| 2000.8.4   | 할로우 맨                            | 공동 제작 Red Wagon Productions                                                                                      |
| 2000.8.23  | 스내치                               | 인터내셔널 배급 |
| 2000.9.8   | 아나토미                             | 인터내셔널 배급, 독일 영화                                                                                           |
| 2000.9.13  | 올모스트 페이머스                    | 인터내셔널 배급, 공동 제작 드림웍스 픽처스 and Vinyl Films                                                           |
| 2000.9.15  | 써커스                               | |
| 2000.9.22  | 캠퍼스 레전드 2: 파이널 컷           | 배급 담당, 제작 Phoenix Pictures and 오리지널 필름                                                                   |
| 2000.11.3  | 미녀 삼총사                          | |
| 2000.11.17 | 6번째 날                             | 배급 담당, 제작 Phoenix Pictures                                                                                     |
| 2000.12.8  | 버티칼 리미트                        | |
| 2000.12.19 | 파인딩 포레스터                      | |
| 2000.12.25 | 올 더 프리티 호시즈                  | 북미 배급, 공동 제작 미라맥스                                                                                        |
| 2000.12.25 | 에버래스팅 피스                      | 인터내셔널 배급, 공동 제작 드림웍스 픽처스, Bayahibe Films and Baltimore Spring/Creek Pictures                       |
| 2001.1.19  | 웨딩 플래너                          | 공동 제작 Intermedia Films                                                                                           |
| 2001.2.9   | 악마 같은 여자                       | 공동 제작 빌리지 로드쇼 픽처스 and 오리지널 필름                                                                     |
| 2001.3.30  | 테일러 오브 파나마                   | |
| 2001.3.30  | 톰캣                                 | 배급 담당, 제작 Revolution Studios                                                                                   |
| 2001.4.11  | 조는 못말려                          | 공동 제작 Happy Madison Productions                                                                                  |
| 2001.5.11  | 기사 윌리엄                          | |
| 2001.6.1   | 애니멀                               | 공동 제작 Revolution Studios and Happy Madison Productions                                                           |
| 2001.6.8   | 에볼루션                             | 인터내셔널 배급, 공동 제작 드림웍스 픽처스 and The Montecito Picture Company                                         |
| 2001.6.29  | 베이비 보이                          | |
| 2001.7.11  | 파이널 환타지                        | 배급 담당, 공동 제작 Square Pictures and Chris Lee Productions                                                       |
| 2001.7.20  | 아메리칸 스윗하트                    | 배급 담당, 제작 Revolution Studios                                                                                   |
| 2001.9.14  | 글래스 하우스                        | 공동 제작 오리지널 필름                                                                                              |
| 2001.9.28  | 글리터                               | 인터내셔널 배급, 공동 제작 20세기 폭스                                                                               |
| 2001.10.19 | 라이딩 위드 보이즈                   | 공동 제작 Gracie Films                                                                                               |
| 2001.10.26 | 13 고스트                            | 인터내셔널 배급, 공동 제작 워너 브라더스 and 다크 캐슬 엔터테인먼트,                                                 |
| 2001.11.2  | 더 원                                | 배급 담당, 제작 Revolution Studios                                                                                   |
| 2001.12.14 | 섹스 아카데미                        | 공동 제작 오리지널 필름                                                                                              |
| 2001.12.25 | 알리                                 | 공동 제작 Overbrook Entertainment and Peters Entertainment                                                           |
| 2002.1.18  | 블랙 호크 다운                       | 배급 담당, 제작 Revolution Studios, 제리 브룩하이머 필름스 and Scott Free Productions                                |
| 2002.3.29  | 패닉 룸                              | |
| 2002.4.12  | 피너츠 송                            | |
| 2002.5.3   | 스파이더맨                           | 공동 제작 마블 엔터프라이즈 and Laura Ziskin Productions                                                             |
| 2002.5.10  | 뉴 가이                              | 배급 담당, 제작 Revolution Studios                                                                                   |
| 2002.5.24  | 이너프                               | 공동 제작 오리지널 필름                                                                                              |
| 2002.6.28  | 미스터 디즈                          | 공동 제작 뉴 라인 시네마, Happy Madison Productions and Out of the Blue Entertainment                                |
| 2002.7.3   | 맨 인 블랙 2                         | 공동 제작 앰블린 엔터테인먼트 and MacDonald/Parkes Productions                                                       |
| 2002.7.19  | 스튜어트 리틀 2                      | 공동 제작 Red Wagon Productions                                                                                      |
| 2002.7.19  | 불났을 땐 어쩌지?                    | 북미 배급, 독일 영화                                                                                                 |
| 2002.8.2   | 마스터 오브 디즈가이즈               | 배급 담당, 제작 Revolution Studios and Happy Madison Productions                                                     |
| 2002.8.9   | 트리플 엑스                          | 배급 담당, 제작 Revolution Studios and 오리지널 필름                                                                 |
| 2002.9.13  | 스틸링 하바드                        | 배급 담당, 제작 Revolution Studios and 이매진 엔터테인먼트                                                           |
| 2002.9.20  | 트랩트                               | 공동 제작 Senator Entertainment                                                                                      |
| 2002.11.1  | 펀치 드렁크 러브                     | 북미 배급, 제작 Revolution Studios and 뉴 라인 시네마                                                                |
| 2002.11.1  | 아이 스파이                          | |
| 2002.11.27 | 에이트 크레이지 나이트               | 공동 제작 Happy Madison Productions and Meatball Animation                                                           |
| 2002.12.13 | 러브 인 맨하탄                       | 배급 담당, 제작 Revolution Studios and and Red OM Films                                                              |
| 2003.1.10  | 어댑테이션                           | 공동 제작 Intermedia Films                                                                                           |
| 2003.1.17  | 내쇼날 시큐리티                      | 공동 제작 Intermedia Films and Outlaw Productions                                                                    |
| 2003.1.24  | 어둠의 저주                          | 배급 담당, 제작 Revolution Studios                                                                                   |
| 2003.3.7   | 태양의 눈물                          | 배급 담당, 제작 Revolution Studios and Cheyenne Enterprises                                                          |
| 2003.3.28  | 베이직                               | 북미 배급, 공동 제작 Intermedia Films and Phoenix Pictures                                                           |
| 2003.4.11  | 성질 죽이기                          | 배급 담당, 제작 Revolution Studios and Happy Madison Productions                                                     |
| 2003.4.25  | 아이덴티티                           | |
| 2003.5.9   | 대디 데이 케어                       | 배급 담당, 제작 Revolution Studios and Davis Entertainment                                                           |
| 2003.6.13  | 호미 사이드                          | 배급 담당, 제작 Revolution Studios                                                                                   |
| 2003.6.27  | 미녀 삼총사: 맥시멈 스피드           | 공동 제작 Flower Films                                                                                               |
| 2003.7.2   | 터미네이터 3: 라이즈 오브 더 머신    | 인터내셔널 배급, 공동 제작 Intermedia Films, Wonderland Sound and Vision, C2 Pictures and The Halcyon Company        |
| 2003.7.18  | 나쁜 녀석들 2                        | 공동 제작 돈 심슨/제리 브룩하이머 필름스                                                                             |
| 2003.8.1   | 갱스터 러버                          | 배급 담당, 제작 Revolution Studios, City Light Films and Casey Silver Productions                                    |
| 2003.8.8   | S.W.A.T. 특수기동대                  | 공동 제작 오리지널 필름                                                                                              |
| 2003.9.12  | 원스 어폰 어 타임 인 멕시코          | 북미 배급, 공동 제작 Troublemaker Studios and 디멘션 필름스                                                          |
| 2003.9.26  | 웰컴 투 더 정글                      | 인터내셔널 배급, 공동 제작 유니버설 픽처스, [[WWE 필름\|], Misher Films, IM3 Entertainment and Strike Entertainment  |
| 2003.10.24 | 라디오                               | 배급 담당, 제작 Revolution Studios                                                                                   |
| 2003.11.21 | 고티카                               | 인터내셔널 배급, 공동 제작 워너 브라더스 and 다크 캐슬 엔터테인먼트                                                  |
| 2003.11.26 | 실종                                 | 배급 담당, 제작 Revolution Studios and 이매진 엔터테인먼트                                                           |
| 2003.11.26 | 나쁜 산타                            | 인터내셔널 배급, 공동 제작 디멘션 필름스                                                                             |
| 2003.12.10 | 빅 피쉬                              | 공동 제작 The Zanuck Company                                                                                         |
| 2003.12.12 | 사랑할 때 버려야 할 아까운 것들      | 북미 배급, 공동 제작 워너 브라더스 and Waverly Films                                                                 |
| 2003.12.19 | 모나리자 스마일                      | 배급 담당, 제작 Revolution Studios and Red OM Films                                                                  |
| 2003.12.25 | 피터 팬                              | 인터내셔널 배급, 공동 제작 유니버설 픽처스, Revolution Studios, Red Wagon Entertainment and Allied Stars Productions |
| 2004.2.13  | 첫 키스만 50번째                     | 공동 제작 Happy Madison Productions and Flower Films                                                                 |
| 2004.3.12  | 시크릿 윈도우                        | |
| 2004.4.2   | 헬보이                               | 배급 담당, 제작 Revolution Studios, Lawrence Gordon Productions and Dark Horse Entertainment                         |
| 2004.4.16  | 퍼니셔                               | 인터내셔널 배급, 공동 제작 마블 엔터테인먼트, Valhalla Motion Pictures and Artisan Entertainment                     |
| 2004.4.23  | 완벽한 그녀에게 딱 한가지 없는 것    | 배급 담당, 제작 Revolution Studios                                                                                   |
| 2004.4.30  | 엔비                                 | 인터내셔널 배급, 공동 제작 드림웍스 픽처스, 캐슬 록 엔터테인먼트 and Baltimore/Spring Creek Pictures                 |
| 2004.6.23  | 화이트 칙스                          | 배급 담당, 제작 Revolution Studios and Wayans Bros                                                                   |
| 2004.8.6   | 리틀 블랙 북                         | 배급 담당, 제작 Revolution Studios                                                                                   |
| 2004.9.24  | 포가튼                               | 배급 담당, 제작 Revolution Studios                                                                                   |
| 2004.10.22 | 그루지                               | 북미 배급, 제작 Ghost House Pictures                                                                                 |
| 2004.11.24 | 크리스마스 건너뛰기                  | 배급 담당, 제작 Revolution Studios, 1492 픽처스 and Boxing Cat Films                                                 |
| 2004.12.3  | 클로저                               | |
| 2004.12.17 | 스팽글리쉬                           | 공동 제작 Gracie Films                                                                                               |
| 2004.12.24 | 스파이더맨 2                         | 공동 제작 마블 엔터프라이즈 and Laura Ziskin                                                                         |
| 2005.1.21  | 아직 멀었어요?                       | 배급 담당, 제작 Revolution Studios and Cube Vision                                                                   |
| 2005.2.11  | Mr. 히치: 당신을 위한 데이트코치     | 공동 제작 Overbrook Entertainment                                                                                    |
| 2005.2.25  | 즐거운 경찰                          | 배급 담당, 제작 Revolution Studios                                                                                   |
| 2005.3.25  | 게스 후?                             | 북미 배급, 공동 제작 리젠시 엔터프라이즈                                                                             |
| 2005.4.22  | 쿵푸 허슬                            | 인터내셔널 배급 |
| 2005.4.29  | 트리플 엑스 2: 넥스트 레벨           | 배급 담당, 제작 Revolution Studios and 오리지널 필름                                                                 |
| 2005.5.27  | 롱기스트 야드                        | 인터내셔널 배급, 공동 제작 파라마운트 픽쳐스, Happy Madison Productions, MTV 필름스 and Callahan FilmWorks           |
| 2005.6.3   | 독타운의 제왕들                      | 배급 트라이스타 픽처스                                                                                               |
| 2005.6.10  | 샤크보이와 라바걸의 모험             | 인터내셔널 배급, 공동 제작 디멘션 필름스 and Troublemaker Studios                                                    |
| 2005.6.24  | 그녀는 요술쟁이                      | 공동 제작 Douglas Wick/Lucy Fisher                                                                                   |
| 2005.7.29  | 스텔스                               | 공동 제작 오리지널 필름 and Phoenix Pictures                                                                         |
| 2005.8.12  | 듀스 비갈로 2: 유로피안 지골로       | 공동 제작 Happy Madison Productions and Out of the Blue Entertainment                                                |
| 2005.9.30  | 블루 스톰                            | 인터내셔널 배급, 공동 제작 메트로 골드윈 메이어 and Mandalay Pictures                                                |
| 2005.10.14 | 더 포그                              | 배급 담당, 제작 Revolution Studios                                                                                   |
| 2005.10.28 | 레전드 오브 조로                     | 공동 제작 스파이글래스 엔터테인먼트 and 앰블린 엔터테인먼트                                                          |
| 2005.11.11 | 자투라: 스페이스 어드벤쳐            | 공동 제작 Radar Pictures                                                                                             |
| 2005.11.23 | 렌트                                 | 배급 담당, 제작 Revolution Studios and 1492 픽처스                                                                   |
| 2005.11.23 | 유어스, 마인 앤 아워스               | 인터내셔널 배급, 공동 제작 파라마운트 픽쳐스, 메트로 골드윈 메이어, 니켈로디언 무비스 and Robert Simonds             |
| 2005.12.21 | 뻔뻔한 딕 & 제인                     | 공동 제작 이매진 엔터테인먼트 and JC 23 Entertainment                                                                |
| 2005.12.23 | 게이샤의 추억                        | 북미 배급, 공동 제작 드림웍스 픽처스, 스파이글래스 엔터테인먼트, 앰블린 엔터테인먼트 and Red Wagon Entertainment     |
| 2005.12.25 | 프로듀서스                           | 인터내셔널 배급, 공동 제작 유니버설 픽처스 and Brooksfilms                                                           |
| 2006.2.10  | 핑크 팬더                            | 공동 제작 메트로 골드윈 메이어 and Robert Simonds Productions                                                        |
| 2006.2.17  | 프리덤랜드                           | 배급 담당, 제작 Revolution Studios 공동 제작 Scott Rudin Productions                                                 |
| 2006.4.7   | 벤치워머스                           | 배급 담당, 제작 Revolution Studios and Happy Madison Productions                                                     |
| 2006.4.28  | 런어웨이 버케이션                    | 공동 제작 Intermedia Films, 렐러티비티 미디어, Red Wagon Productions and IMF Productions                             |
| 2006.5.19  | 다빈치 코드                          | 공동 제작 이매진 엔터테인먼트 and Skylark Productions                                                                |
| 2006.6.23  | 클릭                                 | 공동 제작 Revolution Studios and Happy Madison Productions                                                           |
| 2006.7.14  | 리틀 맨                              | 배급 담당, 제작 Revolution Studios and Wayans Bros.                                                                  |
| 2006.7.21  | 몬스터 하우스                        | 공동 제작 ImageMovers, 렐러티비티 미디어 and 앰블린 엔터테인먼트                                                     |
| 2006.8.4   | 텔라데가 나이트 : 리키 바비의 발라드 | 공동 제작 Apatow Company, Mosaic Media Group and 렐러티비티 미디어                                                   |
| 2006.8.11  | 줌                                   | 배급 담당, 제작 Revolution Studios, Team Todd and Boxing Cat Films                                                   |
| 2006.9.15  | 그리다이언 갱                        | 공동 제작 Relativity Media and 오리지널 필름                                                                         |
| 2006.9.22  | 올 더 킹즈 맨                        | 공동 제작 Phoenix Pictures and 렐러티비티 미디어                                                                     |
| 2006.9.29  | 부그와 엘리엇                        | 공동 제작 소니 픽처스 애니메이션                                                                                     |
| 2006.10.13 | 그루지 2                             | 공동 제작 Ghost House Pictures                                                                                       |
| 2006.10.20 | 마리 앙투아네트                      | 공동 제작 American Zoetrope                                                                                          |
| 2006.11.10 | 스트레인저 댄 픽션                   | 공동 제작 Mandate Pictures                                                                                           |
| 2006.11.17 | 007 카지노 로얄                      | 공동 제작 메트로 골드윈 메이어, 이온 프로덕션스, Stillking Films, Studio Babelsberg and 댄작                         |
| 2006.12.8  | 로맨틱 홀리데이                      | 북미 배급, 공동 제작 유니버설 픽처스, 렐러티비티 미디어 and Waverly Films                                            |
| 2006.12.15 | 행복을 찾아서                        | 공동 제작 렐러티비티 미디어, Escape Artists and Overbrook Entertainment                                              |
| 2006.12.20 | 록키 발보아                          | 공동 제작 메트로 골드윈 메이어, Revolution Studios and Chartoff/Winkler Productions                                  |
| 2007.1.26  | 캐치 앤 릴리즈                       | 공동 제작 렐러티비티 미디어                                                                                          |
| 2007.2.2   | 메신져: 죽은 자들의 경고             | 공동 제작 스크린 젬스, Ghost House Pictures                                                                          |
| 2007.2.16  | 고스트 라이더                        | 공동 제작 Relativity Media, Crystal Sky Pictures and 마블 스튜디오                                                   |
| 2007.3.23  | 레인 오버 미                         | 공동 제작 렐러티비티 미디어, Madison 23, and Sunlight Productions                                                    |
| 2007.3.30  | 스파이더맨 3                         | 공동 제작 마블 스튜디오 and Laura Ziskin                                                                             |
| 2007.4.4   | 아직 멀었어요? 2                     | 배급 담당, 제작 Revolution Studios, RKO 픽처스 and Cube Vision                                                       |
| 2007.4.13  | 퍼펙트 스트레인저                    | 배급 담당, 제작 Revolution Studios                                                                                   |
| 2007.6.8   | 서핑 업                              | 공동 제작 소니 픽처스 애니메이션                                                                                     |
| 2007.8.17  | 수퍼배드                             | 공동 제작 Apatow Productions                                                                                         |
| 2007.10.12 | 어크로스 더 유니버스                 | 배급 담당, 제작 Revolution Studios                                                                                   |
| 2007.10.12 | 위 오운 더 나잇                      | 공동 제작 2929 Productions                                                                                           |
| 2007.10.19 | 써티 데이즈 오브 나이트              | 공동 제작 Dark Horse Entertainment and Ghost House Pictures                                                          |
| 2007.12.21 | 워크 하드: 듀이 콕스 스토리          | 공동 제작 Relativity Media and Apatow Productions                                                                    |
| 2007.12.25 | 워터 호스                            | 배급 담당, 제작 Revolution Studios, 월든 미디어 and Beacon Pictures                                                  |
| 2008.2.22  | 밴티지 포인트                        | 공동 제작 렐러티비티 미디어 and 오리지널 필름                                                                        |
| 2008.2.29  | 천일의 스캔들                        | 북미 배급, 공동 제작 포커스 피처스, 렐러티비티 미디어, Scott Rudin Productions and BBC 필름스                        |
| 2008.3.28  | 21                                   | 공동 제작 렐러티비티 미디어                                                                                          |
| 2008.5.2   | 남 주기 아까운 그녀                  | 공동 제작 렐러티비티 미디어 and 오리지널 필름                                                                        |
| 2008.5.9   | 스피드 레이서                        | 공동 제작 Anarchos Productions and Revolution Studios                                                                |
| 2008.6.6   | 조한                                 | 공동 제작 Happy Madison Productions and 렐러티비티 미디어                                                            |
| 2008.8.27  | 핸콕                                 | 공동 제작 Overbrook Entertainment and 렐러티비티 미디어                                                              |
| 2008.9.5   | 스텝 브라더스                        | 공동 제작 Apatow Productions, 렐러티비티 미디어, Mosaic Media Group and Gary Sanchez Productions                     |
| 2008.9.10  | 파인애플 익스프레스                  | 공동 제작 Relativity Media and Apatow Productions                                                                    |
| 2008.9.26  | 하우스 버니                          | 공동 제작 Happy Madison Productions and 렐러티비티 미디어                                                            |
| 2008.10.3  | 닉과 노라의 인피니트 플레이리스트    | 공동 제작 Mandate Pictures                                                                                           |
| 2008.11.14 | 007 퀀텀 오브 솔러스                 | 공동 제작 메트로 골드윈 메이어 and 이온 프로덕션스                                                                   |
| 2008.12.19 | 세븐 파운즈                          | 공동 제작 Overbrook Entertainment, 렐러티비티 미디어 and Escape Artists                                              |
| 2009.1.16  | 폴 블라트: 몰 캅                     | 공동 제작 Happy Madison Productions and 렐러티비티 미디어                                                            |
| 2009.2.6   | 핑크 팬더 2                          | 공동 제작 메트로 골드윈 메이어 and Robert Simonds                                                                    |
| 2009.2.13  | 인터내셔널                           | 공동 제작 Atlas Entertainment and 렐러티비티 미디어                                                                  |
| 2009.5.15  | 천사와 악마                          | 공동 제작 이매진 엔터테인먼트 and Skylark Productions                                                                |
| 2009.5.21  | 터미네이터: 미래전쟁의 시작          | 인터내셔널 배급, 공동 제작 The Halcyon Company and Wonderland Sound and Vision                                       |
| 2009.6.12  | 펠햄 123                             | 공동 제작 메트로 골드윈 메이어, 렐러티비티 미디어, Escape Artists and Scott Free Productions                         |
| 2009.6.19  | 서기 1년                             | 공동 제작 Apatow Productions                                                                                         |
| 2009.7.24  | 어글리 트루스                        | 공동 제작 레이크쇼어 엔터테인먼트 and 렐러티비티 미디어                                                              |
| 2009.7.31  | 퍼니 피플                            | 공동 제작 유니버설 픽처스, 렐러티비티 미디어, Madison 23 and Apatow Productions                                      |
| 2009.8.7   | 줄리 & 줄리아                        | 공동 제작 Tiger Aspect Pictures                                                                                      |
| 2009.9.18  | 하늘에서 음식이 내린다면             | 공동 제작 소니 픽처스 애니메이션                                                                                     |
| 2009.10.2  | 좀비랜드                             | 공동 제작 렐러티비티 미디어 and Pariah                                                                               |
| 2009.10.9  | 댐드 유나이티드                      | 영국 영화, 공동 제작 BBC 필름스, Left Bank Pictures and Screen Yorkshire                                             |
| 2009.10.28 | 마이클 잭슨의 디스 이즈 잇           | 공동 제작 The Michael Jackson Company, LLC and AEG Live                                                              |
| 2009.11.13 | 2012                                 | 공동 제작 Centropolis Entertainment                                                                                  |
| 2009.12.18 | 들어는 봤니? 모건 부부               | 공동 제작 렐러티비티 미디어, 캐슬 록 엔터테인먼트 and Banter Films                                                   |

## 같이 보기
- 컬럼비아 픽처스
- 트라이스타 픽처스의 영화 목록
- 스크린 젬스
- 소니 픽처스 클래식스
- 분류:제작사별 영화 목록